# Usmas pagasts
Usmas pagasts er en territorial enhed i Ventspils novads i Letland. Pagasten havde 583 indbyggere i 2010 og 538 indbyggere i 2016og omfatter et areal på 219,50 kvadratkilometer. Hovedbyen i pagasten er Usma.